# Saran (polimer)

Struktura meru PVDC

Struktura meru PVC

Saran – zastrzeżona nazwa handlowa folii opracowanych przez koncern Dow Chemicals i wykonanych z polietylenu niskiej gęstości (LDPE) oraz polibutylenu (PB). Do roku 2004 wykonywano je z kopolimeru poli(chlorku winylidenu) (PVDC; ≤85%) i poli(chlorku winylu) (PVC; ≥15%). W powszechnym użyciu nazwa ta dotyczy także innych tworzyw termoplastycznych opartych na PVDC. Wykazuje bardzo niską przepuszczalność dla gazów. Stosowany jest jako folia do zabezpieczania żywności oraz pakowania, a także jako włókna syntetyczne o zawartości PVDC ≥80%.